# Gobernación de Nínive
Nínive (en árabe: نينوى‎)  es una de las dieciocho gobernaciones que conforman la República de Irak. Su capital es Mosul (en árabe al-Mawsil). Ubicada al norte del país, limita al noroeste con Siria, al norte con Duhok, al este con Erbil, al sur con Saladino y al suroeste con Ambar. Con 37 323 km² es la tercera gobernación más extensa —por detrás de Ambar y Mutana— y con 3 270 400 habs. en 2011, la segunda más poblada, por detrás de Bagdad. Su nombre proviene de la ciudad asiria de Nínive, una de las antiguas capitales de Asiria.
Ciudades:
- Mosul: población 1 791 600
- Tal Afar o Telafer: población 161 400
- Alqosh

Por su territorio pasa el río Tigris.